# Stubbe - Von Fall zu Fall
'Stubbe - Von Fall zu Fall' ("Stubbe - Di caso in caso"; titolo alternativo: Von Fall zu Fall - Stubbe) è una serie televisiva tedesca  di genere poliziesco, prodotta dal 1995 al 2014 da Fernseh GmbH e da Polyphon Film- und Fernsehgesellschaft. Protagonista, nel ruolo di Wilfried Stubbe, è l'attore Wolfgang Stumph; altri interpreti principali sono Lutz Mackensy, Stephanie Stumph, Renate Krößner, Marie Gruber e Margret Homayer.
La serie, trasmessa dall'emittente ZDF, si compone di 50 episodi, della durata di 90 minuti ciascuno, più uno speciale. Il primo episodio, intitolato Stubbes Erbschaft, fu trasmesso in prima visione il 14 ottobre 1995; l'ultimo, intitolato Mordfall Maria, il 18 gennaio 2014.

## Trama
Protagonista delle vicende è il commissario capo Wilfried Stubbe, che da Dresda viene trasferito ad Amburgo. Ad affiancarlo nelle indagini è il collega Bernd Zimmermann.

## Premi e riconoscimenti
- 2004: Bayerischer Fernsehpreis a Wolfgang Stumph come miglior attore in una serie o miniserie televisiva